# Õ
Õ (minúscula õ) es la letra «o» con una virgulilla.
En HTML se digita &Otilde para «Õ» y &otilde para «õ».

## Estonio
En estonio, «Õ» es la 27.ª letra del alfabeto (ubicada entre la «W» y la «Ä») y representa la vocal semicerrada posterior no redondeada [ɤ].

## Guaraní
En guaraní, «õ» es la 22.ª letra y cuarta vocal nasal del alfabeto, similar a la «o» española pero con una nasalización acentuada.

## Portugués
En portugués, el carácter «õ» representa una vocal nasal semicerrada posterior redonda [õ]. No se considera una letra separada de «o», sino sólo una «o» con un acento diacrítico encima.  La misma tilde se utiliza sobre «a» para indicar que tiene una pronunciación nasalizada.

## Vietnamita
En vietnamita, «õ» indica una «o» que lleva el quinto tono, que se trata de un tono ascendente con un quiebre glotal seguido por la continuación del tono ascendente. En AFI se representa así: [o̰].  Como se trata de un signo diacrítico que representa un tono, la misma tilde se usa sobre las otras vocales vietnamitas.